# Wiktoria Grzyb
Wiktoria Grzyb (ur. 14 października 1997) – polska lekkoatletka, sprinterka.

## Życiorys
Była zawodniczką klubu MKS Kusy Szczecin (2010–2013), od 2013 roku trenuje w klubie MKL Szczecin. Brązowa medalistka mistrzostw Polski seniorek 2021 w biegu na 200 metrów. 
Rekordy życiowe: 
- bieg na 60 metrów: 7,46 (2025)
- bieg na 100 metrów: 11,54 (2022)
- bieg na 150 metrów: 17,90 (2023)
- bieg na 200 metrów: 23,53 (2021)